# Embraer 190/195

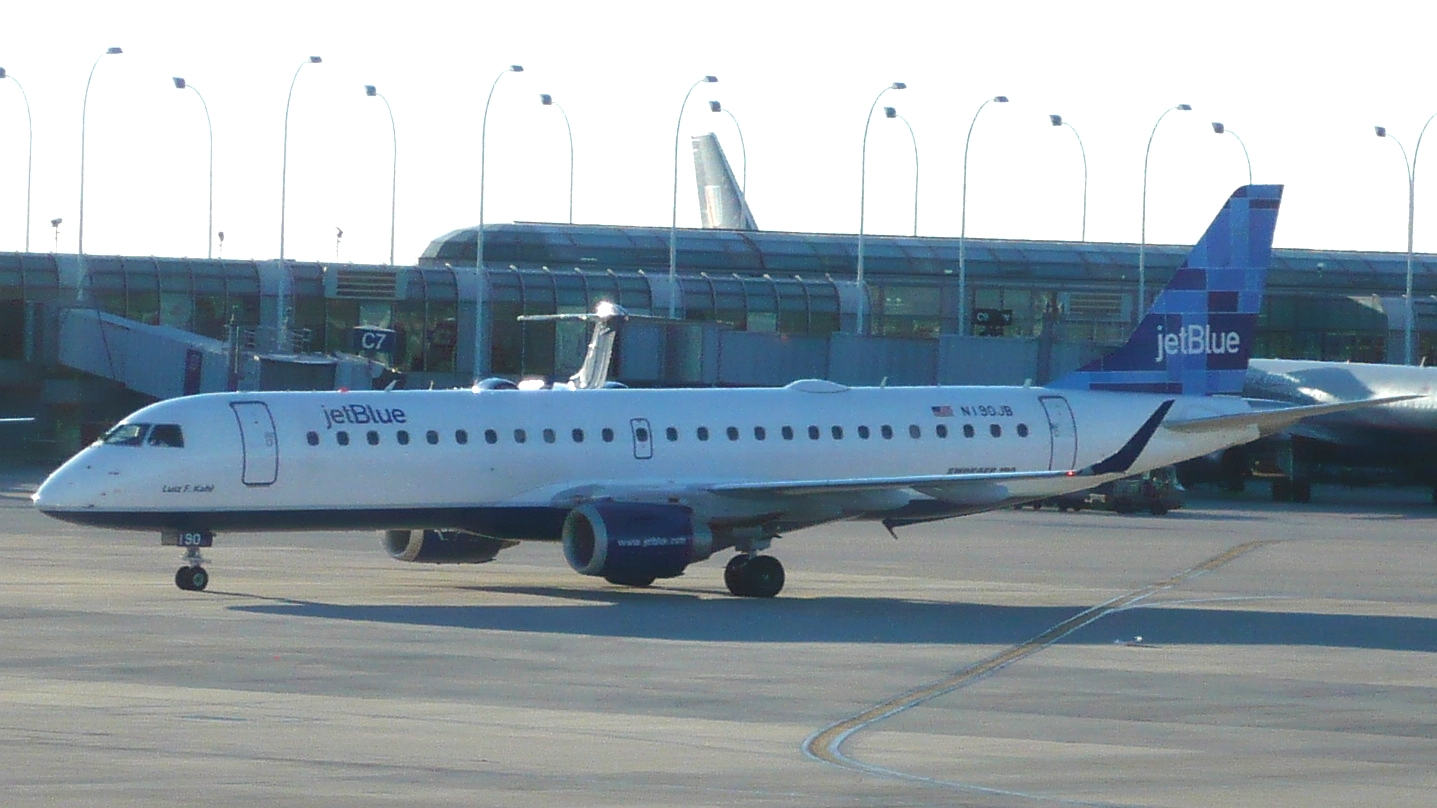
Een Embraer 190 van Jetblue

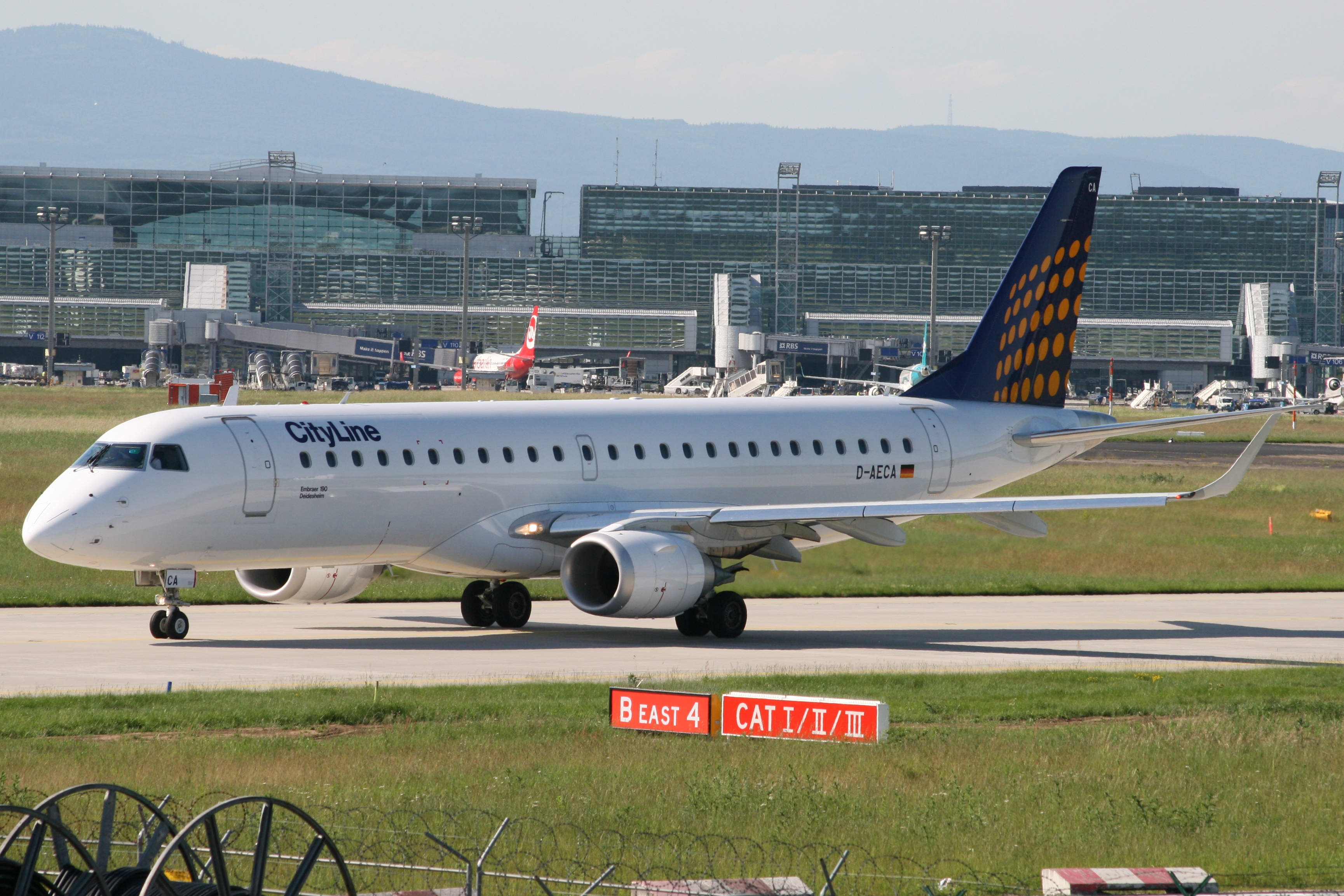
Een Embraer 195 van Lufthansa CityLine

De Embraer 190 is, evenals de verlengde Embraer 195, een tweemotorig regionaal verkeersvliegtuig van de Braziliaanse vliegtuigbouwer Embraer en is de grotere versie van de Embraer 170 met dezelfde cockpit. De Embraer 190 en 195 zijn uitgerust met CF34-10-motoren van General Electric.
De Embraer 190 heeft 94 tot 106 stoelen; de Embraer 195 heeft er 106 tot 118. Daarmee is de 190/195 een concurrent voor de Airbus A318, de Boeing 717-200 en de Boeing 737NG.
De Embraer 190 is vanaf 10 november 2008 tot medio 2010 ook geleverd aan KLM voor haar Cityhopper-vloot. Tot dan toe bestond deze uit Fokker 50-, Fokker 70- en Fokker 100-toestellen.

## Embraer Lineage 1000
Van de Embraer 190 is een zakenjet-versie ontwikkeld, de Embraer Lineage 1000, met een verlengd vliegbereik en een luxe interieur.

## Specificaties
| Embraer               | 190       | 195       |
| --------------------- | --------- | --------- |
| Afmetingen toestel:   |           |           |
| Spanwijdte            | 28,72 m   | 28,72 m   |
| Spanwijdte stabilo    | 12,08 m   | 12,08 m   |
| Lengte                | 36,24 m   | 38,65 m   |
| Hoogte                | 10,55 m   | 10,52 m   |
| Breedte romp          | 3,01 m    | 3,01 m    |
| Hoogte romp           | 3,35 m    | 3,35 m    |
| Gewicht:              |           |           |
| Max. startgewicht     | 47.790 kg | 48.790 kg |
| Max. betalende lading | 12.720 kg | 13.530 kg |
| Max. brandstof        | 12.872 kg | 12.872 kg |
| Uitersten:            |           |           |
| Max. snelheid         | Mach 0,82 | Mach 0,82 |
| Max. bereik           | 4074 km   | 3334 km   |
| Cabine:               |           |           |
| Lengte                | 25,76 m   | 28,17 m   |
| Hoogte                | 2,00 m    | 2,00 m    |
| Breedte               | 2,74 m    | 2,74 m    |
| Aantal stoelen        | 94-106    | 106-118   |